# Cama y sofá
Cama y sofá (en ruso: Третья Мещанская, romanizado: Tretia Meshchanskaia) es una película muda soviética de 1927. La película obtiene su título ruso de la calle en la que viven los personajes principales.
Dirigida por Abram Room y escrita por Room y Víktor Shklovski, la película fue protagonizada por Nikolái Batalov como el esposo, Kolia, Liudmila Semionova como la esposa, Liuda, y Vladímir Fogel como el amigo, Volodia. Anunciada como una sátira y una comedia, Cama y sofá, sin embargo, retrató las realidades de los trabajadores pobres de Moscú, al mismo tiempo que lidiaba con situaciones claramente sexuales, como la poligamia y el aborto. Originalmente fue prohibido tanto en los Estados Unidos como en Europa debido a esas situaciones sexuales severas.
El guion supuestamente se basó en la verdadera historia de amor del aclamado poeta ruso Vladímir Mayakovski, quien vivió con su «musa» Lilia Brik y su esposo Ósip Brik durante algunos años. Los personajes mismos también se parecían al trío, con Vladímir Fogel como Mayakovski, Liudmila Semionova como Lilia y Nikolái Batalov como Ósip Brik. Los paralelos eran tan obvios que algunos críticos y asociados acusaron a Víktor Shklovski de falta de delicadeza y de potenciar los chismes. Shklovsky mismo nunca lo admitió abiertamente, sin embargo, en sus diarios menciona que durante el trabajo en el guion «vivieron junto a Mayakovski y Lilia Brik», lo cual es una pista obvia.
Si bien las películas realizadas en la URSS pronto se regularían según los ideales del realismo soviético, algunas películas en este momento pudieron presentar temas más marcados. Aun así, Cama y sofá fue controvertida en el momento de su lanzamiento en la Unión Soviética, debido a su enfoque en las relaciones humanas, mientras que el estado y el partido se ignoran casi por completo. De hecho, en un momento, Kolia incluso se niega a ir a una reunión del partido. Además, la resolución de la película es ambigua y se produce sin ningún aporte del colectivo.
Sin embargo, ahora se considera una película histórica por su humor, naturalismo y su interpretación simpática de la mujer.

## Sinopsis
La historia se centra en la relación de los tres personajes principales. Liuda y su marido, Kolia, viven en un sótano de una habitación en la calle Tretia Meshchanskaia, en un barrio pequeñoburgués de Moscú. Ella se encuentra aburrida y resentida con la sucesión constante de deberes domésticos y las bajas condiciones de vida en las que debe cocinar e intentar organizar su ropa, aunque no haya lugar para ponerla. Pasa sus días sin hacer nada, principalmente leyendo revistas, en particular la popular (en ese momento) revista de fanáticos del cine soviético Pantalla soviética (Sovetskii ekran). Kolia trabaja como albañil y es encantador y bonachón, pero también dictatorial y egocéntrico. Cuando el viejo amigo de Kolia, Volodia, llega a Moscú, no puede encontrar un lugar para vivir en la superpoblada ciudad debido a la grave escasez de viviendas que sigue siendo un problema social importante diez años después de la revolución. Kolia lo invita a quedarse en su apartamento, a dormir en el sofá.
El apartamento, que al principio estaba abarrotado, de repente es mucho más pequeño, lo que comprensiblemente molesta a Liuda, pero lo pospone como una señal más del desprecio de Kolia por ella. Sin embargo, Volodia se la gana rápidamente con su comportamiento servicial, además de otorgarle regalos. Hay una tensión sexual entre los dos desde su llegada, y cuando Kolia tiene que irse de la ciudad por trabajo, Volodia aprovecha la ausencia de su amigo para seducir abiertamente a Liuda. El clímax de esta seducción llega cuando Volodia lleva a Liuda a un viaje en avión sobre Moscú. Es la primera vez que sale del apartamento desde el comienzo de la película.
Cuando Kolia regresa de su viaje, se encuentra relegado a dormir en el sofá. Inicialmente indignado, se calma y los tres se adaptan a una rutina domesticada y polígama. Sin embargo, ahora que Volodia asumió el papel de «esposo», desafortunadamente comienza a actuar como uno, no como lo había sido cuando era un extraño. De hecho, es aún menos sensible y más dictatorial que Kolia.
Mientras tanto, los dos hombres se unen, bromean y juegan a las damas mientras Liuda hace pucheros. Ella comienza a acostarse con ambos hombres (en diferentes momentos). Eventualmente, sucede lo inevitable, y ella queda embarazada, y como nadie sabe quién es el padre, ambos hombres insisten en que aborte. El clímax de la película llega cuando la envían a una «clínica» privada para que aborte. Espera su turno con una prostituta y una jovencita. Mientras espera, mira por la ventana de la clínica, donde ve a un bebé en un cochecito en la acera de abajo. De repente, Liuda decide tomar el control de su propia vida, tener el bebé y también dejar la corrupción de Moscú.
En la escena final de la película, se ve a Liuda en un tren, saliendo de la ciudad. Ella está sonriendo, asomándose por la ventana del tren. Esto está intercalado con tomas de Kolia y Volodia, sus dos antiguos «esposos», al principio molestos por su partida, pero luego aliviados de que ahora pueden regresar a sus vidas de solteros sin preocupaciones en su lúgubre apartamento en el sótano en la calle Tretia Meshchanskaia.

## Reparto
- Nikolái Batalov como Kolia, el esposo;
- Liudmila Semionova como Liuda, la esposa;
- Vladímir Fogel como Volodia, el amigo;
- Leonid Yureniov como el portero;[2]
- Yelena Sokolova como la enfermera;[2]
- Mariya Yarotskaya.

## Temas
La película es vista como un brillante drama psicológico de cámara que pone al descubierto las disfunciones y contradicciones de la sociedad soviética temprana. Desde el primer plano, sabemos que no vamos a ver una narración esquemática sobre revolucionarios entusiastas. La película es un retrato franco de los modales sexuales de la década de 1920, así como de las condiciones de vida en Moscú en ese momento, que contrastan fuertemente con la imagen oficial de un estado donde todo iba a ser el idilio perfecto de la vida soviética. Abram Room tenía la intención no solo de hacer una película que explorara los problemas sociales de la vida urbana durante los últimos años de la Nueva Política Económica (1921-1928), sino específicamente de apoyar la campaña del estado contra la libertad sexual de los años revolucionarios y contra el aborto.

## Producción
Como muchos de los primeros directores soviéticos, Abram Room (1894-1976) había llegado al cine por un camino tortuoso. Médico especialista en psiquiatría y neurología, se desempeñó como oficial médico en el Ejército Rojo durante la guerra civil rusa que siguió a las revoluciones de 1917. Originario de Lituania, Room decidió quedarse en Moscú después de la desmovilización y comenzó a trabajar en el Teatro de la Revolución.
En lugar de seguir los pasos de otros directores soviéticos como Eisenstein y glorificar las luchas de las masas, Room produjo una película con solo tres protagonistas.
La película se rodó en locaciones de Moscú. La actuación es muy naturalista y complementa la cámara objetiva de Room. Hay mucho uso de espejos y bloqueo de personajes para enfatizar el estado de ánimo y el impulso narrativo. El triángulo a menudo también se representa visualmente, con los dos hombres en la pantalla mientras la imagen de Liuda en la pared flota entre ellos. Cuando los asuntos llegan a su cabeza, Liuda quita significativamente la imagen del marco y la vuelve a colocar en la pared, lo que indica un cambio abrupto en la relación, esta vez para siempre.

## Lanzamiento
Debido a la publicidad negativa antes de su estreno, la película se estrenó con un título alternativo, Ménage à trois, el 15 de marzo de 1927.

## Recepción
Ninguna de las tres películas anteriores de Room, dos comedias cortas de 1924 que ya no existen, y la de acción y aventura Bukhta smerti de 1926, prepararon a la crítica o al público para Cama y sofá.
Rápidamente reconocida como una obra maestra del arte del cine mudo, la Asociación de Cinematografía Revolucionaria (ARK) elogió la película en su revista Kino-front como «una de las películas más exitosas de la producción soviética». El productor de la película, el estudio estatal Sovkino, ofreció la película para su distribución internacional, pero fue prohibida en Europa occidental y también en Nueva York, aunque estaba disponible para mostrarse en otros lugares por parte de Amkino Corp., por su contenido sexual. Sin embargo, a través de sociedades cinematográficas y sus clubes privados asociados, la película logró ser ampliamente vista en Occidente.
La película recibió reacciones encontradas, por razones que no tienen nada que ver con la calidad de la película. En 1927, el gobierno soviético se preparaba para la Revolución Cultural, que comenzaría al año siguiente, tras la cual las artes en la Unión Soviética serían despojadas de su autonomía creativa y se convertirían simplemente en un brazo de propaganda del estado. Esto daría como resultado que en 1934 el Congreso de Escritores Soviéticos adoptara un credo del realismo socialista. Room y su película se vieron arrastrados por este cambio que se avecinaba, ya que el periódico especializado Kino, la revista Soviet Cinema e, irónicamente, la misma revista que Liuda lee en la película, Soviet Screen, llevaron a cabo una campaña cuidadosamente orquestada para ridiculizar la película. La retórica negativa se volvió tan acalorada que finalmente la película tuvo que estrenarse bajo el nombre de Ménage à trois.
A. Zuev, el crítico del Pravda, criticó el título con el que se estrenó la película, Ménage à trois, y la personalidad de los personajes masculinos, sin dejar de elogiar la actuación.
Redescubierta durante la década de 1970, la película se ha convertido en una pequeña gran obra maestra de la era del cine mudo. Hoy en día, la película es reconocida como una de las obras maestras del cine mudo soviético. El Gremio Ruso de Críticos de Cine la votó como la sexta mejor película del primer medio siglo del cine ruso (1908-1957). Como obra de arte, Cama y sofá sigue siendo un magnífico ejemplo del cine mudo europeo. Dado su contexto y subtexto, también debe considerarse una de las películas más importantes en la historia temprana del cine soviético.

## Otras versiones
En 1979, la directora canadiense feminista Kay Armatage estrenó una versión de la película de 12 minutos de duración; la historia se veía más directamente desde el punto de vista de la mujer. Polly Pen (compositora) y Laurence Klavan (libretista) escribieron una adaptación musical teatral del mismo nombre, que se estrenó off-Broadway el 1 de febrero de 1996. El estreno europeo fue producido por Neil Franklin y Claire Evans el 29 de marzo de 2011 en el teatro Finbrough de Londres, dirigida por Luke Sheppard y protagonizada por Alastair Brookshaw, Alastair Parker y Kaisa Hammarlund.